# 崔·湯普金斯
霍華德·山繆·湯普金斯三世（1990年5月29日—）為美國男子籃球運動員，場上位置為大前锋，現效力於台灣職業籃球大聯盟福爾摩沙夢想家。

## 職業生涯
2011年6月23日，湯普金斯在2011年NBA选秀以第二輪第37順位被洛杉矶快船選中。12月9日，洛杉矶快船簽下湯普金斯。
2013年3月14日，洛杉矶快船裁掉湯普金斯。
2020年6月9日，湯普金斯與西班牙篮球甲级联赛皇家马德里完成三年延長合約。
2022年7月13日，湯普金斯加盟VTB聯賽聖彼得堡澤尼特。
2024年2月7日，湯普金斯加盟貝爾格勒紅星。8月1日，湯普金斯加盟西班牙篮球甲级联赛科魯尼亞。
2025年8月5日，湯普金斯加盟台灣職業籃球大聯盟福爾摩沙夢想家。

## 外部連結
- 特雷·汤普金斯在fiba.basketball（英语）
- 特雷·汤普金斯在archive.fiba.com（存檔）（英语）
- 特雷·汤普金斯在NBA官網（英语）
- 特雷·汤普金斯在歐洲籃球聯賽官網（英语）
- 特雷·汤普金斯在西班牙篮球甲级联赛官網（球員）（西班牙语）
- 特雷·汤普金斯在VTB聯賽官網（英语）
- 特雷·汤普金斯在俄羅斯籃球協會官網（俄语）
- 特雷·汤普金斯在亞得里亞海聯賽官網（英语）
- 特雷·汤普金斯在Basketball-Reference.com（NBA）（英语）
- 特雷·汤普金斯在Basketball-Reference.com（國際）（英语）
- 特雷·汤普金斯在Sports-Reference.com（NCAA）（英语）
- 特雷·汤普金斯在Eurobasket.com（球員）（英语）
- 特雷·汤普金斯在Proballers（英语）
- 特雷·汤普金斯在RealGM（球員）（英语）